# Moñitos
Moñitos – miasto w Kolumbii, w departamencie Córdoba, nad Morzem Karaibskim.